# Adolf Seger
Adolf Seger (Friburgo, Alemania, 2 de enero de 1945) es un deportista alemán retirado especialista en lucha libre olímpica donde llegó a ser medallista de bronce olímpico en Múnich 1972.

## Carrera deportiva

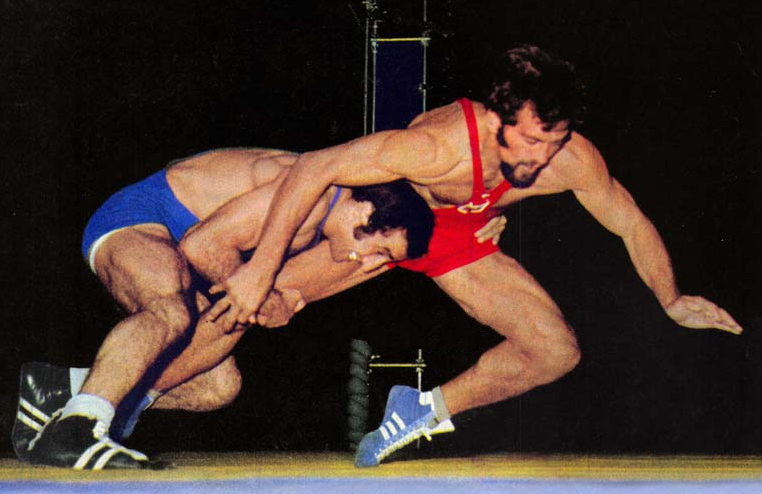
Adolf Seger (de rojo), 1973

En los Juegos Olímpicos de 1972 celebrados en Múnich ganó la medalla de bronce en lucha libre olímpica de pesos de hasta 74 kg, tras el luchador estadounidense Wayne Wells (oro) y el sueco Jan Karlsson (plata). Cuatro años después, en las Olimpiadas de Montreal 1976 ganó la medalla de bronce de nuevo, pero esta vez en una categoría más pesada, la de hasta 82 kg.